# Bunga-Mas-Lima-Klasse
Die Bunga-Mas-Lima-Klasse ist eine aus vier Einheiten bestehende Containerschiffsklasse, die in den 1990er-Jahren für die malaysische Reederei Malaysia International Shipping Corporation gebaut wurde. Zwei Schiffe der Klasse wurden später zu Hilfsschiffen der Marine Malaysias umgebaut.

## Geschichte
Die Schiffe wurden zwischen 1995 und 1998 auf der Werft Malaysia Marine & Heavy Engineering in Pasir Gudang, Malaysia, für die Malaysia International Shipping Corporation (MISC) gebaut. Sie kamen unter der Flagge Malaysias mit Heimathafen Port Klang in Fahrt.
2007 wurden zwei der Schiffe, die Bunga Mas Tujuh und die Bunga Mas Lapan, verkauft. Die beiden verbliebenen Einheiten, die Bunga Mas Enam und die Bunga Mas Lima, wurden infolge der Kaperung zweier MISC-Tanker im Golf von Aden zu Hilfsschiffen der Marine Malaysias umgebaut.

## Beschreibung
Die Schiffe sind als vielseitig einsetzbare Containerschiffe mit weit achterem Deckshaus und jeweils zwei Kränen ausgelegt. Die Containerkapazität beträgt 699 TEU, davon finden 296 TEU im Raum und 403 TEU an Deck Platz. Bei homogener Beladung mit 14 t schweren Containern können 544 TEU geladen werden. Für Kühlcontainer sind 60 Anschlüsse vorhanden. An Deck befinden sich sieben Bays hintereinander. Die vorderen sechs können 20- und 40-Fuß-Container aufnehmen, die hintere direkt vor dem Deckshaus bietet Platz für 20-Fuß-Container. An Deck können bis zu neun Container nebeneinander geladen werden. Vor den Laderäumen befindet sich ein Wellenbrecher zum Schutz der Decksladung vor überkommendem Wasser. Die Schiffe waren auf der Backbordseite mit zwei Liebherr-Kranen ausgestattet, die jeweils 40 t heben konnten. Bei Umbauten wurden die Krane bei drei Einheiten entfernt bzw. ersetzt. Die Pacific Pearl verfügt über kein Ladegeschirr mehr.
Die Schiffe werden von einem Zweitakt-Fünfzylinder-Dieselmotor mit 7800 kW Leistung angetrieben. Der Sulzer-Motor des Typs 5RTA52U wurde von Hyundai Heavy Industries in Lizenz gebaut. Der Motor wirkt auf einen Propeller. Die Schiffe erreichen eine Geschwindigkeit von rund 17 kn. Für die Stromerzeugung stehen drei Dieselgeneratorsätze mit jeweils 750 kVA Scheinleistung zur Verfügung.

## Umbau zu Hilfsschiffen der Marine Malaysias
Als Reaktion auf die Kaperung der beiden MISC-Tanker Bunga Melati Dua und Bunga Melati 5 im August 2008 im Golf von Aden wurden die Bunga Mas Lima und die Bunga Mas Enam zu Hilfsschiffen der malaysischen Marine umgebaut. Bei dem Umbau wurde u. a. der vordere Schiffskran entfernt. Die Kabinenanzahl wurde erhöht, um zusätzliches Personal unterbringen zu können. Vor dem Deckshaus wurden zusätzliche Decksaufbauten, u. a. mit einem Hubschrauberhangar, eingebaut. Auf einem Teil der Laderäume wurde ein Hubschrauberlandedeck eingerichtet. Außerdem wurden die Schiffe mit Einrichtungen für den Einsatz von Festrumpfschlauchbooten ausgerüstet.
Die Bunga Mas Lima mit der Hull-Nummer 5 wurde Anfang Juni 2009, die Bunga Mas Enam mit der Hull-Nummer 6 im August 2011 in Dienst gestellt. Die Schiffe wurden zunächst mit 21 Mann starken Schiffsbesatzungen gefahren. Die Besatzungen wurden von MISC gestellt. Die Seeleute erhielten für den Einsatz den Status von Reservisten. Zusätzlich war militärisches Personal der malaysischen Marine, Hubschrauberbesatzungen und Techniker sowie medizinisches Personal des malaysischen Militärs eingeschifft.
Die Schiffe wurden zunächst im Golf von Aden zur Unterstützung der Ende August 2008 als Reaktion auf die Kaperung der beiden MISC-Tanker gestarteten „Operation Fajar“ der malaysischen Marine eingesetzt. Die Bunga Mas Lima wurde u. a. für die Befreiung der im Januar 2011 im Arabischen Meer von Piraten geenterten Bunga Laurel eingesetzt. Darüber hinaus und nach dem Ende der „Operation Fajar“ dienen sie der Kriminalitätsbekämpfung in malaysischen Gewässern. Beide Schiffe waren außerdem an der Suche nach im März 2014 verschwundenen Flug MH370 im Indischen Ozean beteiligt. Die Bunga Mas Enam wurde im Rahmen der „Operation Piramid“ auch zur Evakuierung malaysischer Studenten aus Ägypten während der Revolution in Ägypten im Jahr 2011 eingesetzt.
Anfang 2016 wurde die Bunga Mas Enam an die malaysische Marine übergeben. Das Schiff kann bis zu 21 Tage auf See bleiben und dabei bis zu 9.000 Seemeilen zurücklegen. Der Verbleib der Bunga Mas Lima ist unklar.

## Schiffe
| Bunga-Mas-Lima-Klasse | Bunga-Mas-Lima-Klasse | Bunga-Mas-Lima-Klasse | Bunga-Mas-Lima-Klasse                           | Bunga-Mas-Lima-Klasse                                                       |
| Bauname               | Baunummer             | IMO-Nummer            | Kiellegung Stapellauf Ablieferung               | Spätere Namen und Verbleib                                                  |
| --------------------- | --------------------- | --------------------- | ----------------------------------------------- | --------------------------------------------------------------------------- |
| Bunga Mas Lima        | 067                   | 9121675               | September 1995 7. März 1996 Februar 1997        |                                                                             |
| Bunga Mas Enam        | 068                   | 9121687               | 9. März 1996 1. August 1996 22. Mai 1997        |                                                                             |
| Bunga Mas Tujuh       | 074                   | 9150858               | 24. Oktober 1996 9. April 1997 29. Oktober 1997 | 2007: Pacific Gloria, 2016: TVL Xiamen, 2019: Xiamen, Abbruch in Chittagong |
| Bunga Mas Lapan       | 075                   | 9150860               | 8. Januar 1997 21. August 1997 11. Februar 1998 | 2007: Pacific Pearl, 2018: P Pearl, 2019 Abbruch in Alang                   |